# 優雅食
優雅食股份有限公司（日语：株式会社おやつカンパニー）(英文:The Oyatsu Company Limited)，於1948年9月3日成立，前身為「松田產業株式會社」，由松田由雄創辦。總公司設於日本三重縣津市的食品公司。
生產製造包含「模範生點心麵」在內的零食與杯麵。1959年、1973年開始生產Baby Rammen、Baby Star Rammem（模範生點心麵的前身），1978年，推出迷你杯麵，也廣受歡迎，靠著泡麵乾吃與迷你杯麵風光二十年。
1988年，松田由雄認為，應該需要強化模範生點心餅品牌辨識度，正逢日本新通路「超商」興盛時期，松田由雄因應日本各超商貨架陳列，將模範生點心餅包裝從原來的橘色包裝，改為白色包裝，也讓第2代代言角色Baby-chan作為包裝主角，在貨架上更有能見度與識別度，口味也從單一的雞汁另增咖哩、味噌兩種新口味。並於1986年，與台灣勇信貿易合作，開始出口到台灣販賣。
1992年12月15日，松田由雄因肝硬化病逝於日本三重縣一志郡一志町田尻(日语：田ノ尻）自家，由松田好旦繼任社長迄今。
1993年，松田產業更名為優雅食公司。
另外也在北海道、長野、東京、九州等地，販售許多地區限定的商品。

## 台灣
2015年6月24日，優雅食結束與台灣勇信貿易合作關係，並在台成立子公司「台灣優雅食股份有限公司」，設立於臺北市大安區忠孝東路3段96號8樓之2，並於2016年1月，設立在台灣桃園市大園區五權里五福路370號的寶倉物流青埔園區，設置在台工廠，由大同聯合建築師事務所設計、華熊營造興建，並於2017年7月完工，2017年9月28日正式啟用後，開始生產麵類產品。

2020年12月，台灣優雅食公司搬遷至桃園市大園區五福路工廠，並推出第三代代言角色，改由星太郎、Baby-chan接棒，成為台灣與全球共同包裝形象代言人。

## CM出演者
- 日本

現在
- 内田真礼

過去
- 三戸なつめ
- 逸ノ城駿
- 竹達彩奈
- KinKi Kids
- 友近
- 土肥ポン太
- 美輪明宏
- 江原啓之
- 愛川欽也
- エマニエル・ルイス
- 片岡鶴太郎
- 田代まさし
- 片桐はいり
- 青木さやか
- 杉田かおる
- 地井武男

- 台灣

現在
- 阿部瑪莉亞
- 林郁智

## 外部連結
- 官方网站：日本官網、台灣官網、Oyatsu Town官網
- おやつカンパニー（日本）的Facebook專頁
- 星太郎點心麵-優雅食（台灣）的Facebook專頁
- 童星點心麵（香港）的Facebook專頁
- Baby Star菲律賓的Facebook專頁
- おやつカンパニー的Instagram帳戶
- 優雅食台灣的Instagram帳戶
- Oyatsu Town的Instagram帳戶
- YouTube上的優雅食日本官方頻道